# Arabis christiani
Arabis christiani är en korsblommig växtart som beskrevs av Nikolaj Adolfovitj Busj. Arabis christiani ingår i släktet travar, och familjen korsblommiga växter. Inga underarter finns listade i Catalogue of Life.